# Повіти Естонії
Повіти (ест. maakonnad) — адміністративна територіальна одиниця Естонії. Територія Естонії складається з 15 повітів, 13 з яких знаходиться материку, а два повіти, що залишилися — Гіюма і Сааремаа знаходяться на однойменних островах. Місцеве самоврядування кожного повіту очолюється губернатором, який представляє національний уряд на регіональному рівні. Губернатори призначаються національним урядом строком на п'ять років.
Кожен повіт далі ділиться на міські та сільські муніципалітети, а також на волості.
Число і назви повітів не були порушені, але їхні кордони були змінені в результаті адміністративної реформи на муніципальних виборах, які пройшли 15 жовтня 2017 року, в результаті чого число муніципалітетів входять в повіти скоротилося з 213 до 79.

## Список сучасних повітів
Загальна площа Естонії 45 226 км², а чисельність населення на 2020 рік 1 328 360 осіб
| Герб | Регіон        | Площа (км²) | Населення | Густота населення (осіб/км²) | Адм. центр | Докладніше |
| ---- | ------------- | ----------- | --------- | ---------------------------- | ---------- | ---------- |
|      | Гар'юмаа      | 4333        | 611 783   | 140.9                        | Таллінн    | докладніше |
|      | Гіюмаа        | 1023        | 9550      | 9.3                          | Кярдла     | докладніше |
|      | Іда-Вірумаа   | 2972        | 136 240   | 46                           | Йихві      | докладніше |
|      | Йигевамаа     | 2,545       | 28 734    | 11.29                        | Йиґева     | докладніше |
|      | Ярвамаа       | 2460        | 30 841    | 13                           | Пайде      | докладніше |
|      | Ляенемаа      | 2383        | 24 948    | 10.3                         | Хаапсалу   | докладніше |
|      | Ляене-Вірумаа | 3628        | 59 791    | 16                           | Раквере    | докладніше |
|      | Пилвамаа      | 2165        | 28 507    | 13                           | Пилва      | докладніше |
|      | Пярнумаа      | 4807        | 84 462    | 18                           | Пярну      | докладніше |
|      | Рапламаа      | 2980        | 34 614    | 12.4                         | Рапла      | докладніше |
|      | Сааремаа      | 2922        | 34 041    | 12                           | Курессааре | докладніше |
|      | Тартумаа      | 2993        | 150 167   | 50                           | Тарту      | докладніше |
|      | Валгамаа      | 2044        | 30 931    | 14.7                         | Валга      | докладніше |
|      | Вільяндімаа   | 3422        | 48 101    | 14                           | Вільянді   | докладніше |
|      | Вирумаа       | 2305        | 34 185    | 15                           | Виру       | докладніше |

## Історія

### Повіти та воєводства на початку 17 століття

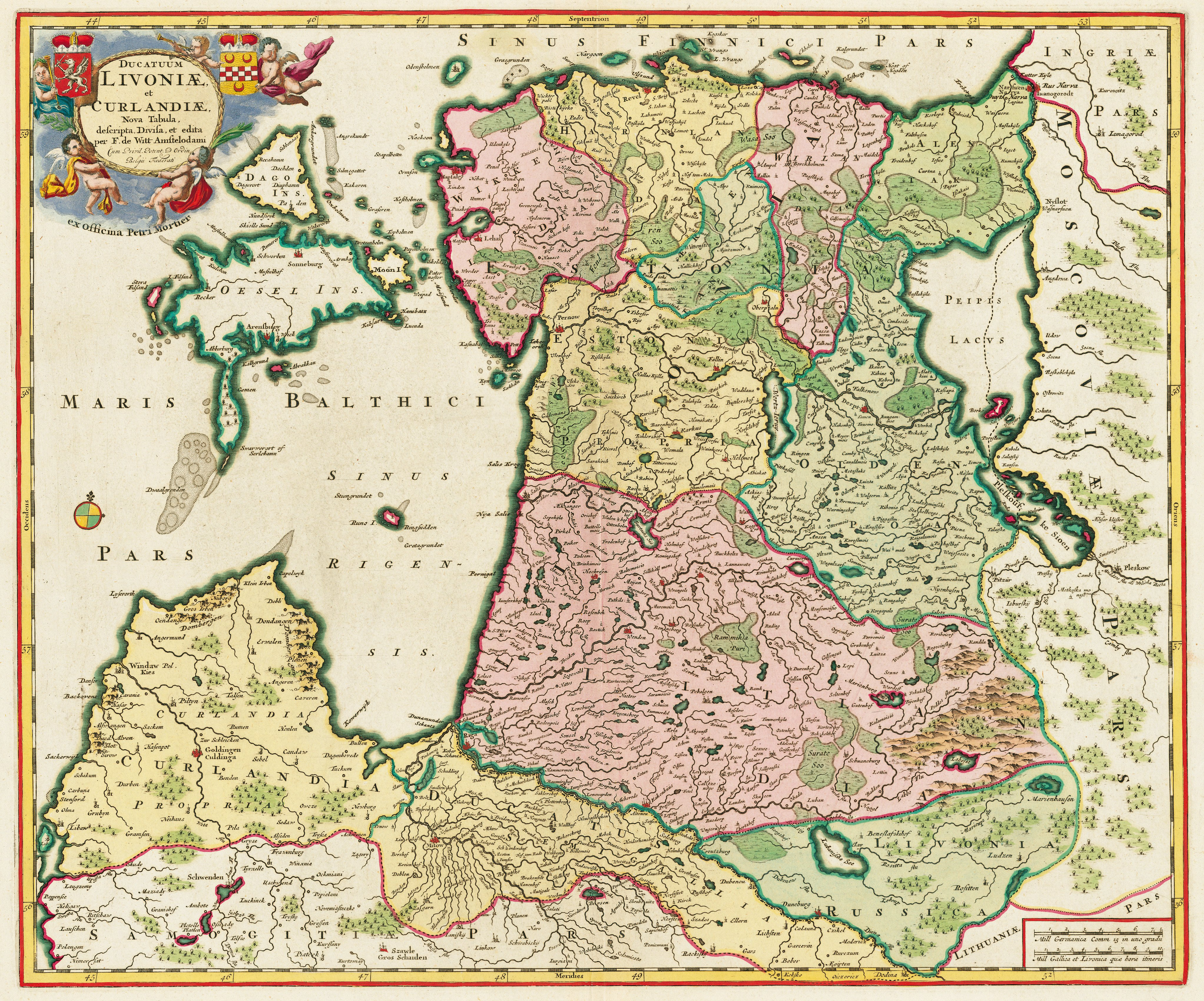
Адміністративно-територіальний поділ Естонії в 18 столітті

Шведські володіння:
- Алутагуза
- Гар'юма
- Ярваама
- Ляене
- Вірумаа

Польські володіння:
- Парнавське воєводство
- Тартуське воєводство

Данські володіння:
- Сааремаа

### Губернії (повіти) після адміністративної реформи 1780-х до 1910-х років

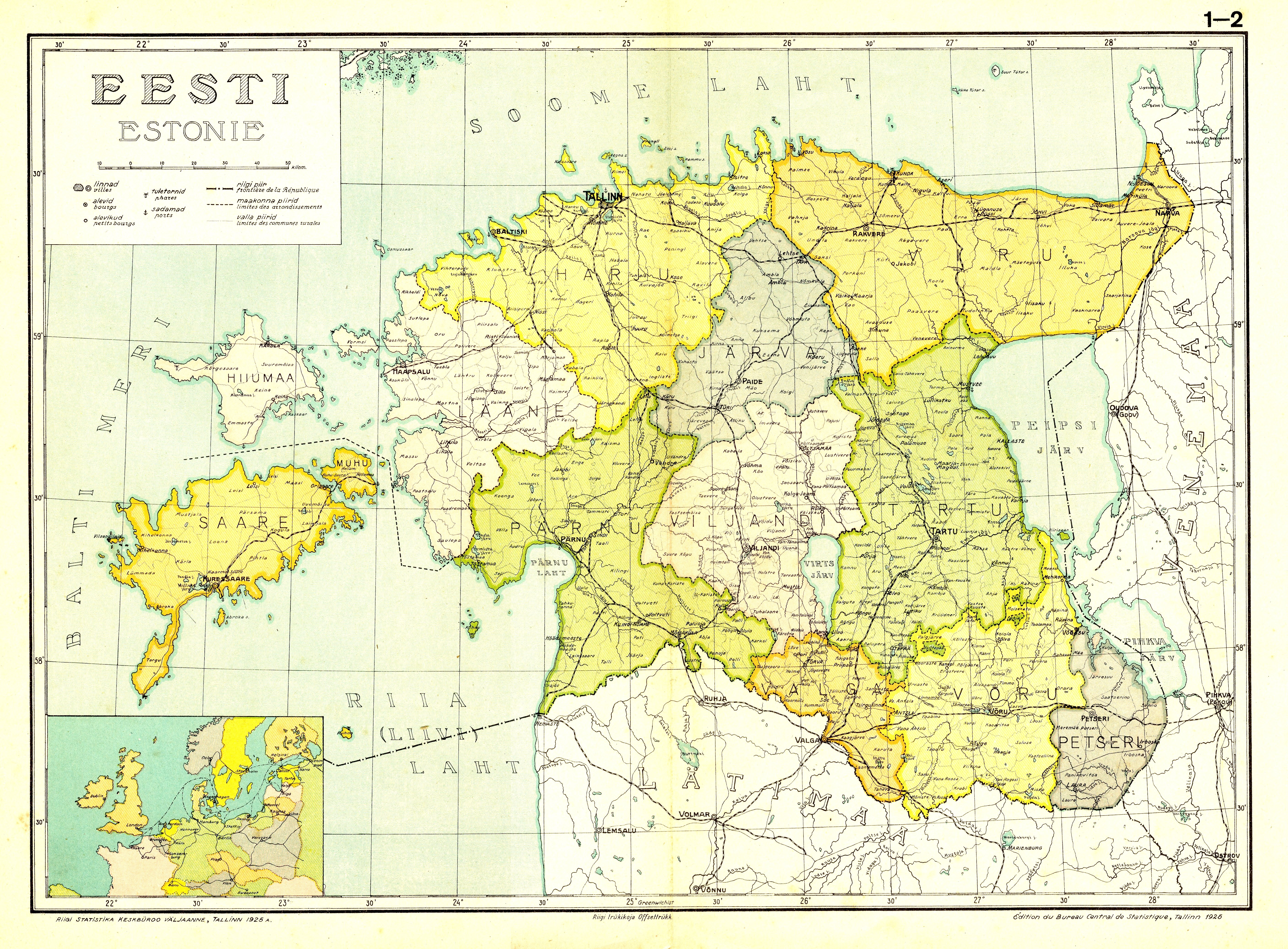
Адміністративно-територіальний поділ Естонії в 1925 році

Естляндська губернія:
- Гар'юма
- Ярваама
- Ляене
- Вірумаа

Ліфляндська губернія:
- Пярнумаа
- Тартумаа
- Вільяндімаа
- Вирумаа
- Сааремаа

### Повіти 1918—1940
- Гар'юма
- Ярваама
- Ляене
- Пярнуума
- Петсерімаа
- Саарема
- Тартумаа
- Валгамаа
- Вільяндімаа
- Вірумаа
- Вирумаа

### Територіальний поділ 1940—1991

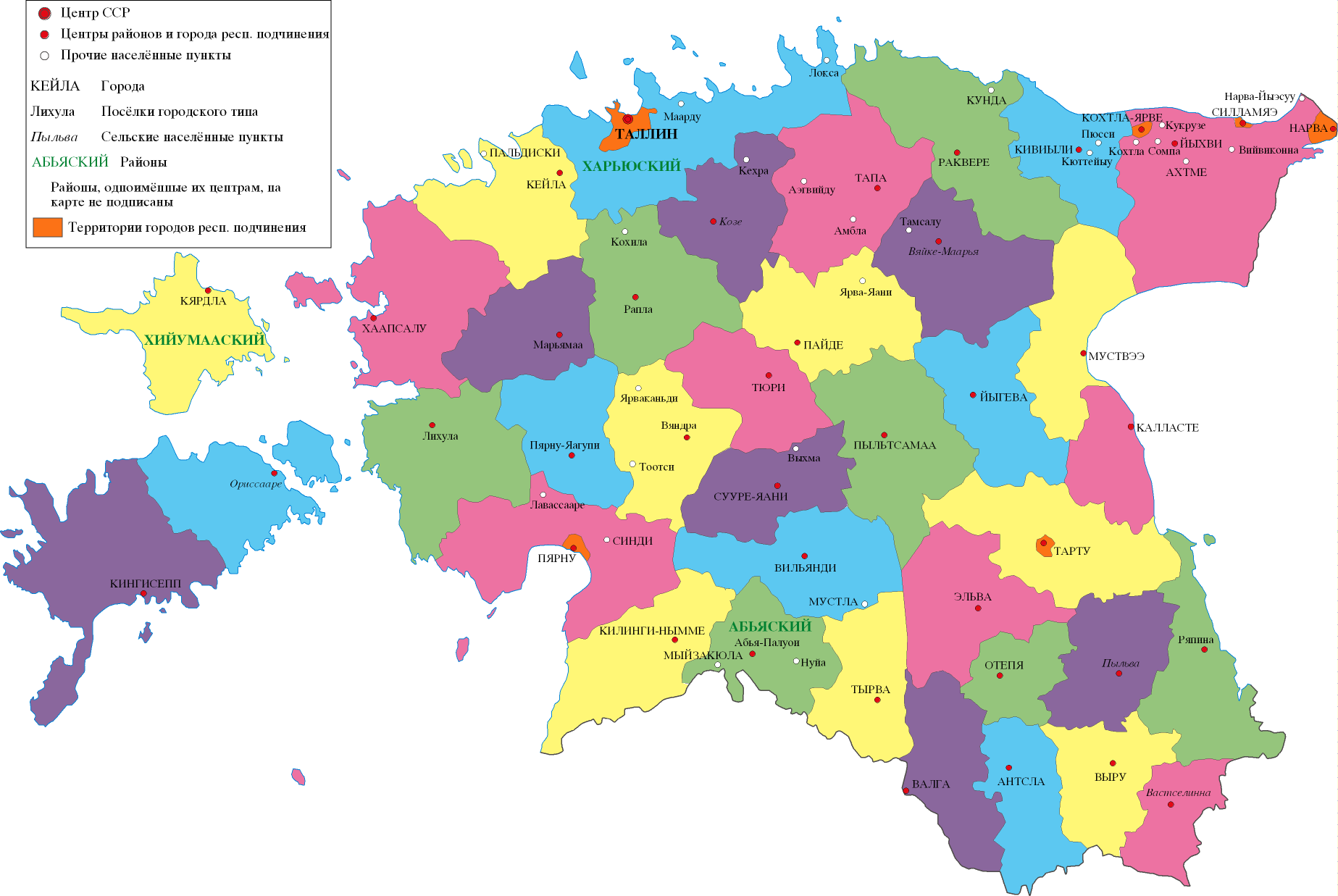
Адміністративно-територіальний поділ Естонії в 1957 році

З моменту окупації Естонії Радянським союзом і до 1945 року в республіці зберігався колишній адміністративний поділ на повіти, муніципалітети і волості, що зберігся ще з 1918 року.
У вересні 1950 року розподіл на колишню систему адміністративно-територіального поділу було скасовано. Замість повітів, муніципалітетів і волостей було утворено 39 районів.
У 1952 році було прийнято рішення про утворення на території Естонії областей. Спочатку були створені дві області — Талліннська і Тартуська, а потім, з частин раніше утворених областей була створена третя — Пярнуська. В результаті Пярнуська область складалася з 14 південно-західних районів, Тартуська — з 13 східних, а Талліннська — з 12 північних. Проіснувал такий поділ до весни 1953 року.
З 1955 по 1965 рік йшов практично безперервний процес коригування територіального поділу регіону. На кінець 1961 року на території Естонії існувало вже 6 міст республіканського підпорядкування і 21 район.
До 1965 року остаточно сформувалося адміністративний поділ Естонії на 15 районів. Такий поділ зберігався і в сучасній Естонії до 2017 року, за винятком того, що райони стали зватися повітами, і деякі назви районів були перейменовані.